# Lieve Slegers
Lieve Slegers, född 6 april 1965, är en friidrottare från Belgien. Hon deltog vid olympiska sommarspelen 1988 och olympiska sommarspelen 1992.